# 애간장 (드라마)
《애간장》은 2018년 1월 8일부터 2018년 2월 6일까지 OCN에서 방영된 드라마이다.

## 등장 인물

### 주요 인물
- 이정신 : 큰 강신우 역
- 서지훈 : 작은 강신우 역
- 이열음 : 한지수 역 (아역 인수연)

### 그 외 인물
- 김선영 : 강신우의 어머니 역
- 고규필 : 목짜르트 학생주임 선생님 역
- 조승희 : 백나희 역
- 김민석 : 김민석 역
- 도희 : 장소라 역
- 이태선 : 신주환 역
- 이주형 : 추근덕 역
- 송지현 : 강신희 역
- 박준성 : 쓰레빠 역
- 이상 : 기완 역
- 김하림
- 안혜상
- 설주미
- 김윤정
- 문정기
- 이정빈
- 유용준
- 도우리
- 주지윤 : 한지수의 오빠 역
- 이예빛 : 민석 & 소라 딸 역
- 전해솔 : 민석 & 소라 아들 역
- 박민주
- 한대관
- 주효준
- 이상
- 문규민
- 김원미
- 김형주
- 남태훈
- 박한솔

### 2학년 3반 학생들
- 김경윤
- 김미정
- 김서영
- 김수형
- 김시은
- 김예린
- 손예영
- 서예빈
- 양선혜
- 이대현
- 이원준
- 이재백
- 임솔균
- 장준희

### 우정출연
- 전영미